# Semljicola
Semljicola Strand, 1906 è un genere di ragni appartenente alla famiglia Linyphiidae.

## Distribuzione
Le 14 specie oggi attribuite a questo genere sono state rinvenute nell'Olartico.

## Tassonomia
Considerato un sinonimo anteriore di Eboria Falconer, 1910, a seguito di un lavoro degli aracnologi Eskov & Marusik del 1994, in seguito ad un lavoro dell'aracnologo Holm del 1973 e contra un lavoro dell'aracnologo Crawford del 1988; è anche sinonimo anteriore di Latithorax Holm, 1943 a seguito di un lavoro dell'aracnologo Saaristo & Eskov, 1996 e contra un lavoro dell'aracnologo Wunderlich del 1995..
A giugno 2012, si compone di 14 specie:
1. Semljicola alticola (Holm, 1950) — Svezia, Finlandia, Russia
2. Semljicola angulatus (Holm, 1963) — Scandinavia, Russia, Mongolia, Sakhalin
3. Semljicola arcticus (Eskov, 1989) — Russia
4. Semljicola barbiger (L. Koch, 1879) — Svezia, Finlandia, Russia, Kazakistan
5. Semljicola beringianus (Eskov, 1989) — Russia
6. Semljicola caliginosus (Falconer, 1910) — Inghilterra, Scozia, Russia
7. Semljicola convexus (Holm, 1963) — Russia, Alaska, Canada
8. Semljicola faustus (O. P.-Cambridge, 1900) — Regione paleartica
9. Semljicola lapponicus (Holm, 1939) — Scandinavia, Russia, Alaska
10. Semljicola latus (Holm, 1939) — Scandinavia, Russia, Mongolia
11. Semljicola obtusus (Emerton, 1915) — USA, Canada, Groenlandia
12. Semljicola qixiensis (Gao, Zhu & Fei, 1993) — Cina
13. Semljicola simplex (Kulczynski, 1908) — Russia
14. Semljicola thaleri (Eskov, 1981) — Russia, Kazakistan

### Sinonimi
- Semljicola assimilis (Holm, 1945); posto in sinonimia con S. barbigera (L. Koch, 1879) a seguito di uno studio di Eskov & Miller del 1994[1].
- Semljicola beluga (Chamberlin & Ivie, 1947); posto in sinonimia con S. lapponica (Holm, 1939) a seguito di uno studio di Holm del 1960[1].
- Semljicola holmi (Eskov, 1981); posto in sinonimia con S. alticola (Holm, 1950) a seguito di uno studio di Saaristo & Eskov del 1996[1].
- Semljicola septentrionalis (Jackson, 1934); posto in sinonimia con S. obtusus (Emerton, 1915) a seguito di uno studio di Holm del 1967[1].
- Semljicola sibirica Holm, 1973; posto in sinonimia con S. simplex (Kulczynski, 1908) a seguito di uno studio di Eskov del 1985[1].